# دیگو ریبرا
دیگو ریبرا (اسپانیایی: Diego Ribera‎؛ زادهٔ ۱۹ فوریهٔ ۱۹۷۷) بازیکن فوتبال بازنشتهٔ اهل اسپانیا است که در پست مهاجم بازی می‌کرد. او در حال حاضر دستیار سرمربی رئال وایادولید است.
از باشگاه‌هایی که در آن‌ها بازی کرده‌است می‌توان به باشگاه فوتبال ژیرونا، باشگاه فوتبال والنسیا، باشگاه فوتبال سویا و باشگاه خیمناستیک تاراگونا اشاره کرد.